# Levi Hubbard
Levi Hubbard (* 19. Dezember 1762 in Worcester, Province of Massachusetts Bay; † 18. Februar 1836 in Paris, Maine) war ein US-amerikanischer Politiker. Zwischen 1813 und 1815 vertrat er den Bundesstaat Massachusetts im US-Repräsentantenhaus.

## Werdegang
Levi Hubbard besuchte die öffentlichen Schulen seiner Heimat. Im Jahr 1785 zog er nach Paris im damaligen Maine-Bezirk des Staates Massachusetts, wo er sich in der Landwirtschaft betätigte. Er wirkte auch in einigen Organisationen der Staatsmiliz mit. Politisch wurde er Mitglied der Ende der 1790er Jahre von Thomas Jefferson gegründeten Demokratisch-Republikanischen Partei. In den Jahren 1804, 1805 und 1812 war er Abgeordneter im Repräsentantenhaus von Massachusetts. Zwischen 1806 und 1811 gehörte er dem Staatssenat an.
Bei den Kongresswahlen des Jahres 1812 wurde Hubbard im damals neu eingerichteten 20. Wahlbezirk von Massachusetts in das US-Repräsentantenhaus in Washington, D.C. gewählt, wo er am 4. März 1813 sein neues Mandat antrat. Bis zum 3. März 1815 konnte er eine Legislaturperiode im Kongress absolvieren. Diese waren von den Ereignissen des Britisch-Amerikanischen Krieges geprägt. 1816 war Hubbard erneut Mitglied des Staatssenats; im Jahr 1829 gehörte er dem Regierungsrat des 1820 entstandenen neuen Staates Maine an. Ansonsten arbeitete er wieder in der Landwirtschaft. Levi Hubbard starb am 18. Februar 1836 in Paris.